# Meteorologiåret 1864

## Händelser

### Januari
- 1 januari – Extrem kyla råder i Minnesota, USA med temperaturer på –25 ° C i Twin Cities.[1]

### Mars
- 11 mars - Sheffields vattenreservoar brister och översvämmar Sheffield.[2]

### Juni
- 6 juni – Lätt frost rapporteras i Saint Paul i Minnesota, USA.[3]